# Aaron Cicourel
Aaron Victor Cicourel (Atlanta, 29 de agosto de 1928-22 de julio de 2023) fue un profesor de sociología estadounidense en la Universidad de California, San Diego. Especializado en sociolingüística, comunicación médica, toma de decisiones y socialización del niño. En su carrera temprana fue influido intelectualmente por Alfred Schutz, Harold Garfinkel y Erving Goffman.

## Carrera
Luego de graduarse en la Universidad de Cornell, Cicourel aceptó puestos como asistente docente en la Universidad de Northwestern; profesor asociado en la Universidad de California, Riverside, profesor visitante en la Universidad de Buenos Aires, Argentina; profesor del Departamento de Sociología y asociado de investigación en el Centro para el Estudio de la Ley y la Sociedad en la Universidad de California en Berkeley; profesor visitante en la Universidad de Columbia; profesor de sociología en la Universidad de California en Berkeley; profesor de sociología en la Universidad de California en Santa Bárbara; profesor en la Escuela de Medicina y el Departamento de Sociología en la Universidad de California en San Diego, y profesor de investigación de ciencia cognitiva en la última institución.
Cicourel obtuvo beca postdoctoral de la Fundación Russell Sage en el centro médico de la Universidad de California en Los Ángeles, una beca postdoctoral sénior de la Fundación Nacional de la Ciencia en la Universidad de Londres, Inglaterra; una Beca Guggenheim en la Universidad de Madrid, España, y fue profesor Fulbright en Brasil y España. En noviembre de 2007, fue galardonado como doctor honoris causa por la Universidad de Friburgo, Suiza, y en 2008 por la Universidad Complutense de Madrid.
Fue elegido miembro de la Academia Americana de las Artes y las Ciencias y de la Asociación Americana para el Avance de la Ciencia. Cicourel vive en Berkeley, California.